# Union nicht genug überdachten Lächelns trotz innerer Genialität
Die Union nicht genug überdachten Lächelns trotz innerer Genialität (UngüLtiG) war eine politische Gruppe der 1980er Jahre.
Parteigründer und Vorsitzender („Chef“) war Hans Arold, ein damals 23-jähriger Student in Frankfurt am Main. Bei der Kommunalwahl in Frankfurt 1985 erhielt die Partei 736 Wählerstimmen (0,2 %). 1987 verfügte die Partei über etwa 600 Mitglieder in drei Landesverbänden und einem Ableger in Österreich. Bei der Landtagswahl in Hessen 1987 kandidierte die Gruppe in den Wahlkreisen Frankfurt am Main V und Offenbach-Stadt und erreichte dort insgesamt 244 Stimmen, was im Frankfurter Wahlkreis bei 99 Stimmen 0,2 % und im Offenbacher Wahlkreis bei 145 Stimmen 0,3 % entsprach. UngüLtiG bewarb sich zur Bundestagswahl 1987, erhielt aber wegen Zweifeln an der Ernsthaftigkeit ihrer Zielsetzung keine Zulassung.
Arold legte gemeinsam mit den Bundesvorstandsmitgliedern Thomas Bagatsch („Vizepräsident“) und Michaela Weidemann (Pressesprecher, „Großer Bruder“) nach der Wahl eine Wahlprüfungsbeschwerde ein, die jedoch vom Bundesverfassungsgericht verworfen wurde, da Gruppen von Wahlberechtigten, einschließlich politischer Parteien, nicht berechtigt sind, eine Wahlprüfungsbeschwerde zu erheben.